# Episodi di Super Ninja (prima stagione)
La prima stagione della serie televisiva Super Ninja, composta da 25 episodi, è stata trasmessa sul canale statunitense Nickelodeon dal 17 gennaio 2011 al 28 gennaio 2012.
In Italia è stata trasmessa in prima visione assoluta dall'11 novembre dello stesso anno su Nickelodeon e in chiaro dal 1º luglio 2013 su Super!.
| nº | Titolo originale    | Titolo italiano          | Prima TV USA      | Prima TV Italia  |
| -- | ------------------- | ------------------------ | ----------------- | ---------------- |
| 1  | Pilot               | Eroi nell'ombra          | 17 gennaio 2011   | 11 novembre 2011 |
| 2  | Katara              | Katara                   | 16 aprile 2011    |                  |
| 3  | Two Ton Harley      | Tonnellata Harley        | 23 aprile 2011    |                  |
| 4  | Checkmate           | Scacco matto             | 30 aprile 2011    |                  |
| 5  | Subsiders           | Subsiders                | 7 maggio 2011     |                  |
| 6  | Mr. Bradford        | Il signor Bradford       | 17 maggio 2011    |                  |
| 7  | Komodo              | Komodo                   | 4 giugno 2011     |                  |
| 8  | Jelly Face          | Jelly Face               | 4 giugno 2011     |                  |
| 9  | Dollhouse           | Dollhouse                | 25 giugno 2011    |                  |
| 10 | X                   | X                        | 23 giugno 2011    |                  |
| 11 | Kickbutt            | Kickbutt                 | 10 settembre 2011 |                  |
| 12 | The Magnificent     | Il magnifico             | 17 settembre 2011 |                  |
| 13 | Morningstar Academy | L'accademia Morning Star | 24 settembre 2011 |                  |
| 14 | DJ Elephant Head    | DJ Elephant Head         | 1º ottobre 2011   |                  |
| 15 | Snakeskin           | Pelle di serpente        | 10 ottobre 2011   |                  |
| 16 | Eternum             | Eternum                  | 15 ottobre 2011   |                  |
| 17 | Ishina              | Ishina                   | 29 ottobre 2011   |                  |
| 18 | Quake               | Quake                    | 5 novembre 2011   |                  |
| 19 | Mechanov            | Mechanov                 | 12 novembre 2011  |                  |
| 20 | Detention           | In punizione             | 19 novembre 2011  |                  |
| 21 | Skeleton Crew       | La banda dello scheletro | 27 dicembre 2011  |                  |
| 22 | Limelight           | Limelight                | 7 gennaio 2012    |                  |
| 23 | Frostbite           | Al fresco                | 14 gennaio 2012   |                  |
| 24 | Ninja Intervention  | La prova                 | 21 gennaio 2012   |                  |
| 25 | Cousin Connor       | Il cugino Connor         | 28 gennaio 2012   |                  |